# Vučjak Feričanački
Vučjak Feričanački je naselje u Hrvatskoj, regiji Slavonija u Osječko-baranjskoj županiji i pripada općini Feričanci.

## Zemljopisni položaj
Vučjak Feričanački se nalazi na 130 metara nadmorske visine i na sjevernim obroncima Krndije koji prelaze u nizinu istočnohrvatske ravnice. Susjedna naselja: zapadno Feričanci, sjeveroistočno Đurđenovac i Našičko Novo Selo, istočno Brezik Našički, te jugoistočno Donja Motičina. Pripadajući poštanski broj je 31512 Feričanci, telefonski pozivni 031 i registarska pločica vozila NA (Našice). Površina katastarske jedinice naselja Vučjak Feričanački je 2,96 km·102 i pripada katastarskoj općini Feričanci. 

## Stanovništvo
| broj stanovnika |       |       |       |       |       |       |       | 228   | 340   | 312   | 337   | 331   | 319   | 293   | 270   | 270   | 226   |
|                 | 1857. | 1869. | 1880. | 1890. | 1900. | 1910. | 1921. | 1931. | 1948. | 1953. | 1961. | 1971. | 1981. | 1991. | 2001. | 2011. | 2021. |

Iskazuje se kao dio naselja od 1931., a kao naselje od 1953. Prema prvim rezultatima Popisa stanovništva 2011. u Vučjaku Feričanačkom je živjelo 279 stanovnika u 93 kućanstva.

## Povijest
Nedaleko sela pronađen je arheološki lokalitet Sadice, koji datira iz mlađeg kamenog doba.

## Crkva
U selu se nalazi kapela  Blažene Djevice Marije Žalosne koja pripada 
rimokatoličkoj župi Duha Svetog sa sjedištem u Feričancima te našičkom dekanatu Požeške biskupije. Crkveni god ili kirvaj slavi se 15. rujna.

## Vanjske poveznice
- http://www.opcina-fericanci.hr/  Arhivirana inačica izvorne stranice od 8. prosinca 2012. (Wayback Machine)
- http://www.fericanci.net/
- http://www.zupa-fericanci.com/  Arhivirana inačica izvorne stranice od 22. veljače 2014. (Wayback Machine)